# 胆沢郡
- 令制国一覧 > 東山道 > 陸中国 > 胆沢郡
- 日本 > 東北地方 > 岩手県 > 胆沢郡

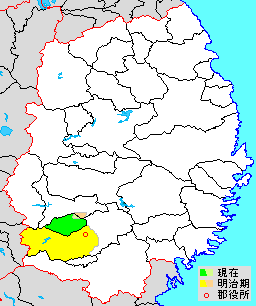
岩手県胆沢郡の範囲（緑：金ケ崎町 薄緑：一時他郡に編入された区域 薄黄：後に他郡に編入された区域）

胆沢郡（いさわぐん）は、岩手県（陸奥国・陸中国）の郡。
人口15,042人、面積179.76km²、人口密度83.7人/km²。（2025年3月1日、推計人口）
以下の1町を含む。
- 金ケ崎町（かねがさきちょう）

## 郡域
明治11年（1878年）に行政区画として発足した当時の郡域は、上記1町に奥州市の一部（北上川以西）を加えた地域にあたる。

## 歴史

### 近世以前の沿革
- 古代の胆沢[1]は志波（現・盛岡）と並ぶ東北蝦夷の拠点だった[2]。
- 802年（延暦21年）坂上田村麻呂は造胆沢城使として、胆沢城の造営を開始、同時に周辺地域の支配体制を確立。804年（延暦23年）に胆沢・江刺・磐井の「胆沢三郡」が成立した。10世紀、磐井郡は国府多賀城領に編入され、岩手・志和・稗抜・和賀・江刺・伊沢の「奥六郡」が成立した[3]。

### 近世以降の沿革
- 幕末時点では陸奥国に属し、全域が仙台藩領であった。「旧高旧領取調帳」に記載されている明治初年時点に存在した村は以下の通り。（37村）

上衣川村、下衣川村、白鳥村、前沢村、目呂木村、上麻生村、関村、中畑村、小山村、六日入村、中野村、下姉躰村、上姉躰村、堤尻村、須江村、瀬台野村、安土呂井村、四丑村、茄子川村、下河原村、八幡村、佐野村、三ヶ尻村、相去村、西根村、永沢村、百岡村、永徳寺村、上葉場村、栃木村、北下葉場村、塩竈村、南下葉場村、柳田村、新里村、若柳村、都鳥村
- 明治元年
  - 9月24日（1868年11月8日） - 仙台藩主伊達慶邦が薩長軍に降伏。全領土62万石を没収される。
  - 12月7日（1869年1月19日） - 陸奥国が分割され、本郡は陸中国の所属となる。
  - 12月23日（1869年2月4日） - 上野沼田藩取締地となる。
- 明治2年
  - 2月30日（1869年4月11日） - 沼田藩取締地が上野前橋藩取締地となり、伊沢県を称する[4]。
  - 8月12日（1869年9月17日） - 胆沢県の管轄となる。
- 明治4年
  - 11月2日（1871年12月13日） - 第1次府県統合により一関県（第2次）の管轄となる。
  - 12月13日（1872年1月22日） - 一関県（第2次）が水沢県に改称。
- 明治8年（1875年）
  - 10月17日 - 以下の村の統合が行われる。（25村）
    - 稲置村 ← 上麻生村、関村、目呂木村
    - 白山村 ← 下姉体村、六日入村
    - 秋成村 ← 上姉体村、須江村、堤尻村
    - 常盤村 ← 安土呂井村、四丑村、瀬台野村、茄子川村
    - 宇佐村 ← 佐野村、八幡村
    - 永栄村 ← 永徳寺村、百岡村
    - 満倉村 ← 上葉場村、栃木村
    - 東田村 ← 新里村、柳田村
    - 古城村 ← 中畑村、小山村［本郷］

  - 11月22日 - 水沢県が磐井県に改称。
- 明治9年（1876年）4月18日 - 第2次府県統合により岩手県の管轄となる。
- 明治11年（1878年）11月26日
  - 郡区町村編制法の岩手県での施行により、行政区画としての胆沢郡が発足。「胆沢江刺郡役所」が塩竈村に設置され、江刺郡とともに管轄。
  - 相去村の所属郡が和賀郡に変更。（24村）

### 町村制以降の沿革

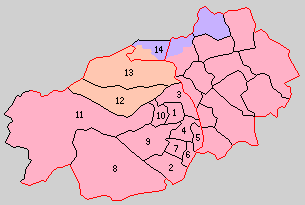
1.水沢町 2.前沢町 3.佐倉河村 4.真城村 5.姉体村 6.白山村 7.古城村 8.衣川村 9.小山村 10.南都田村 11.若柳村 12.永岡村 13.金ケ崎村 14.相去村（赤：奥州市 紫：北上市 橙：金ケ崎町）

- 明治22年（1889年）4月1日 - 町村制の施行により、以下の町村が発足。特記以外は全域が現・奥州市。（2町11村）
  - 水沢町 ← 塩竈村、北下葉場村、常盤村［安土呂井の一部[5]］
  - 前沢町 ← 前沢村、白鳥村、稲置村［目呂木］
  - 佐倉河村 ← 宇佐村、下河原村、満倉村、常盤村［四丑・茄子川、安土呂井の一部[5]を除く］
  - 真城村 ← 中野村、秋成村［須江・堤尻］、常盤村［瀬台野］
  - 姉体村 ← 秋成村［上姉体］、白山村［下姉体］
  - 白山村 ← 白山村［六日入］、稲置村［上麻生］
  - 古城村 ← 古城村、稲置村［関］
  - 衣川村 ← 上衣川村、下衣川村
  - 小山村（単独村制）
  - 南都田村 ← 南下葉場村、都鳥村、東田村［柳田］
  - 若柳村 ← 若柳村、東田村［新里］
  - 永岡村 ← 永栄村、永沢村（現・金ケ崎町）
  - 金ヶ崎村 ← 西根村、三ヶ尻村（現・金ケ崎町）
- 明治30年（1897年）4月1日
  - 郡制を施行。郡役所が水沢町に設置。
  - 東和賀郡相去村が胆沢郡に復帰。（2町12村）
- 大正12年（1923年）4月1日 - 郡会が廃止。郡役所は存続。
- 大正14年（1925年）9月1日 - 金ヶ崎村が町制施行して金ヶ崎町となる。（3町11村）
- 大正15年（1926年）7月1日 - 郡役所が廃止。以降は地域区分名称となる。
- 昭和17年（1942年）7月1日 - 「胆江地方事務所」が水沢町に設置され、江刺郡とともに管轄。
- 昭和29年（1954年）
  - 4月1日（2町7村）
    - 水沢町・姉体村・佐倉河村・真城村が江刺郡黒石村・羽田村と合併して水沢市(現奥州市)が発足し、郡より離脱。
    - 相去村が和賀郡黒沢尻町・飯豊村・鬼柳村・更木村・二子村および江刺郡福岡村と合併して北上市が発足し、郡より離脱。

  - 10月1日 - 北上市の一部（相去町の一部[6]）が金ヶ崎町に編入。
- 昭和30年（1955年）
  - 3月1日 - 金ヶ崎町・永岡村が合併し、改めて金ヶ崎町が発足。（2町6村）
  - 4月1日（2町2村）
    - 前沢町・古城村・白山村が東磐井郡生母村と合併し、改めて前沢町が発足。
    - 小山村・南都田村・若柳村が合併して胆沢村が発足。
- 昭和42年（1967年）4月1日 - 胆沢村が町制施行して胆沢町となる。（3町1村）
- 平成18年（2006年）2月20日 - 前沢町・胆沢町・衣川村が水沢市・江刺市と合併して奥州市が発足し、郡より離脱。（1町）
- 平成19年（2007年）10月1日 - 金ヶ崎町が町名表記を金ケ崎町に改定。

### 変遷表
| 明治以前        | 明治以前        | 明治8年10月17日 | 明治8年 - 明治22年                      | 明治8年 - 明治22年                      | 明治22年 4月1日 町村制施行 | 明治22年 - 大正15年          | 昭和元年 - 昭和29年         | 昭和元年 - 昭和29年            | 昭和30年 - 昭和39年     | 昭和40年 - 昭和64年        | 平成元年 - 現在               | 現在     |
| --------------- | --------------- | --------------- | --------------------------------------- | --------------------------------------- | -------------------------- | ---------------------------- | --------------------------- | ------------------------------ | ----------------------- | -------------------------- | ----------------------------- | -------- |
| 塩竈村          | 塩竈村          | 塩竈村          | 塩竈村                                  | 塩竈村                                  | 水沢町                     | 水沢町                       | 昭和29年4月1日 水沢市       | 昭和29年4月1日 水沢市          | 水沢市                  | 水沢市                     | 平成18年2月20日 奥州市        | 奥州市   |
| 北下葉場村      | 北下葉場村      | 北下葉場村      | 北下葉場村                              | 北下葉場村                              | 水沢町                     | 水沢町                       | 昭和29年4月1日 水沢市       | 昭和29年4月1日 水沢市          | 水沢市                  | 水沢市                     | 平成18年2月20日 奥州市        | 奥州市   |
| 安土呂井村      | 一部            | 常盤村          | 常盤村の一部 （四丑・茄子川・安土呂井） | 常盤村の一部 （四丑・茄子川・安土呂井） | 水沢町                     | 水沢町                       | 昭和29年4月1日 水沢市       | 昭和29年4月1日 水沢市          | 水沢市                  | 水沢市                     | 平成18年2月20日 奥州市        | 奥州市   |
| 安土呂井村      | 一部 を除く     | 常盤村          | 常盤村の一部 （四丑・茄子川・安土呂井） | 常盤村の一部 （四丑・茄子川・安土呂井） | 佐倉河村                   | 佐倉河村                     | 昭和29年4月1日 水沢市       | 昭和29年4月1日 水沢市          | 水沢市                  | 水沢市                     | 平成18年2月20日 奥州市        | 奥州市   |
| 四丑村          |                 | 常盤村          | 常盤村の一部 （四丑・茄子川・安土呂井） | 常盤村の一部 （四丑・茄子川・安土呂井） | 佐倉河村                   | 佐倉河村                     | 昭和29年4月1日 水沢市       | 昭和29年4月1日 水沢市          | 水沢市                  | 水沢市                     | 平成18年2月20日 奥州市        | 奥州市   |
| 茄子川村        |                 | 常盤村          | 常盤村の一部 （四丑・茄子川・安土呂井） | 常盤村の一部 （四丑・茄子川・安土呂井） | 佐倉河村                   | 佐倉河村                     | 昭和29年4月1日 水沢市       | 昭和29年4月1日 水沢市          | 水沢市                  | 水沢市                     | 平成18年2月20日 奥州市        | 奥州市   |
| 八幡村          | 八幡村          | 宇佐村          | 宇佐村                                  | 宇佐村                                  | 佐倉河村                   | 佐倉河村                     | 昭和29年4月1日 水沢市       | 昭和29年4月1日 水沢市          | 水沢市                  | 水沢市                     | 平成18年2月20日 奥州市        | 奥州市   |
| 佐野村          |                 | 宇佐村          | 宇佐村                                  | 宇佐村                                  | 佐倉河村                   | 佐倉河村                     | 昭和29年4月1日 水沢市       | 昭和29年4月1日 水沢市          | 水沢市                  | 水沢市                     | 平成18年2月20日 奥州市        | 奥州市   |
| 上葉場村        | 上葉場村        | 満倉村          | 満倉村                                  | 満倉村                                  | 佐倉河村                   | 佐倉河村                     | 昭和29年4月1日 水沢市       | 昭和29年4月1日 水沢市          | 水沢市                  | 水沢市                     | 平成18年2月20日 奥州市        | 奥州市   |
| 栃木村          |                 | 満倉村          | 満倉村                                  | 満倉村                                  | 佐倉河村                   | 佐倉河村                     | 昭和29年4月1日 水沢市       | 昭和29年4月1日 水沢市          | 水沢市                  | 水沢市                     | 平成18年2月20日 奥州市        | 奥州市   |
| 下河原村        | 下河原村        | 下河原村        | 下河原村                                | 下河原村                                | 佐倉河村                   | 佐倉河村                     | 昭和29年4月1日 水沢市       | 昭和29年4月1日 水沢市          | 水沢市                  | 水沢市                     | 平成18年2月20日 奥州市        | 奥州市   |
| 瀬台野村        | 瀬台野村        | 常盤村          | 常盤村の一部（瀬台野）                  | 常盤村の一部（瀬台野）                  | 真城村                     | 真城村                       | 昭和29年4月1日 水沢市       | 昭和29年4月1日 水沢市          | 水沢市                  | 水沢市                     | 平成18年2月20日 奥州市        | 奥州市   |
| 中野村          | 中野村          | 中野村          | 中野村                                  | 中野村                                  | 真城村                     | 真城村                       | 昭和29年4月1日 水沢市       | 昭和29年4月1日 水沢市          | 水沢市                  | 水沢市                     | 平成18年2月20日 奥州市        | 奥州市   |
| 須江村          | 須江村          | 秋成村          | 秋成村                                  | 秋成村                                  | 真城村                     | 真城村                       | 昭和29年4月1日 水沢市       | 昭和29年4月1日 水沢市          | 水沢市                  | 水沢市                     | 平成18年2月20日 奥州市        | 奥州市   |
| 堤尻村          |                 | 秋成村          | 秋成村                                  | 秋成村                                  | 真城村                     | 真城村                       | 昭和29年4月1日 水沢市       | 昭和29年4月1日 水沢市          | 水沢市                  | 水沢市                     | 平成18年2月20日 奥州市        | 奥州市   |
| 上姉体村        | 上姉体村        | 秋成村          | 秋成村                                  | 秋成村                                  | 姉体村                     | 姉体村                       | 昭和29年4月1日 水沢市       | 昭和29年4月1日 水沢市          | 水沢市                  | 水沢市                     | 平成18年2月20日 奥州市        | 奥州市   |
| 下姉体村        | 下姉体村        | 白山村          | 白山村                                  | 白山村                                  | 姉体村                     | 姉体村                       | 昭和29年4月1日 水沢市       | 昭和29年4月1日 水沢市          | 水沢市                  | 水沢市                     | 平成18年2月20日 奥州市        | 奥州市   |
| 六日入村        | 六日入村        | 白山村          | 白山村                                  | 白山村                                  | 白山村                     | 白山村                       | 白山村                      | 白山村                         | 昭和30年4月1日 前沢町   | 前沢町                     | 平成18年2月20日 奥州市        | 奥州市   |
| 上麻生村        | 上麻生村        | 稲置村          | 稲置村の一部（上麻生）                  | 稲置村の一部（上麻生）                  | 白山村                     | 白山村                       | 白山村                      | 白山村                         | 昭和30年4月1日 前沢町   | 前沢町                     | 平成18年2月20日 奥州市        | 奥州市   |
| 磐井郡 赤生津村 | 磐井郡 赤生津村 | 磐井郡赤生津村  | 磐井郡赤生津村                          | 明治12年1月4日 東磐井郡赤生津村         | 東磐井郡 生母村            | 東磐井郡生母村               | 東磐井郡生母村              | 東磐井郡生母村                 | 昭和30年4月1日 前沢町   | 前沢町                     | 平成18年2月20日 奥州市        | 奥州市   |
| 磐井郡 母体村   | 磐井郡 母体村   | 磐井郡母体村    | 磐井郡母体村                            | 明治12年1月4日 東磐井郡母体村           | 東磐井郡 生母村            | 東磐井郡生母村               | 東磐井郡生母村              | 東磐井郡生母村                 | 昭和30年4月1日 前沢町   | 前沢町                     | 平成18年2月20日 奥州市        | 奥州市   |
| 前沢村          | 前沢村          | 前沢村          | 前沢村                                  | 前沢村                                  | 前沢町                     | 前沢町                       | 前沢町                      | 前沢町                         | 昭和30年4月1日 前沢町   | 前沢町                     | 平成18年2月20日 奥州市        | 奥州市   |
| 白鳥村          | 白鳥村          | 白鳥村          | 白鳥村                                  | 白鳥村                                  | 前沢町                     | 前沢町                       | 前沢町                      | 前沢町                         | 昭和30年4月1日 前沢町   | 前沢町                     | 平成18年2月20日 奥州市        | 奥州市   |
| 目呂木村        | 目呂木村        | 稲置村          | 稲置村の一部（目呂木・関）              | 稲置村の一部（目呂木・関）              | 前沢町                     | 前沢町                       | 前沢町                      | 前沢町                         | 昭和30年4月1日 前沢町   | 前沢町                     | 平成18年2月20日 奥州市        | 奥州市   |
| 関村            | 関村            | 稲置村          | 稲置村の一部（目呂木・関）              | 稲置村の一部（目呂木・関）              | 古城村                     | 古城村                       | 古城村                      | 古城村                         | 昭和30年4月1日 前沢町   | 前沢町                     | 平成18年2月20日 奥州市        | 奥州市   |
| 中畑村          | 中畑村          | 古城村          | 古城村                                  | 古城村                                  | 古城村                     | 古城村                       | 古城村                      | 古城村                         | 昭和30年4月1日 前沢町   | 前沢町                     | 平成18年2月20日 奥州市        | 奥州市   |
| 小山村          | 本郷            | 古城村          | 古城村                                  | 古城村                                  | 古城村                     | 古城村                       | 古城村                      | 古城村                         | 昭和30年4月1日 前沢町   | 前沢町                     | 平成18年2月20日 奥州市        | 奥州市   |
| 小山村          | その他          | 小山村          | 小山村                                  | 小山村                                  | 小山村                     | 小山村                       | 小山村                      | 小山村                         | 昭和30年4月1日 胆沢村   | 昭和42年4月1日 町制 胆沢町 | 平成18年2月20日 奥州市        | 奥州市   |
| 南下葉場村      | 南下葉場村      | 南下葉場村      | 南下葉場村                              | 南下葉場村                              | 南都田村                   | 南都田村                     | 南都田村                    | 南都田村                       | 昭和30年4月1日 胆沢村   | 昭和42年4月1日 町制 胆沢町 | 平成18年2月20日 奥州市        | 奥州市   |
| 都鳥村          | 都鳥村          | 都鳥村          | 都鳥村                                  | 都鳥村                                  | 南都田村                   | 南都田村                     | 南都田村                    | 南都田村                       | 昭和30年4月1日 胆沢村   | 昭和42年4月1日 町制 胆沢町 | 平成18年2月20日 奥州市        | 奥州市   |
| 柳田村          | 柳田村          | 東田村          | 東田村                                  | 東田村                                  | 南都田村                   | 南都田村                     | 南都田村                    | 南都田村                       | 昭和30年4月1日 胆沢村   | 昭和42年4月1日 町制 胆沢町 | 平成18年2月20日 奥州市        | 奥州市   |
| 新里村          | 新里村          | 東田村          | 東田村                                  | 東田村                                  | 若柳村                     | 若柳村                       | 若柳村                      | 若柳村                         | 昭和30年4月1日 胆沢村   | 昭和42年4月1日 町制 胆沢町 | 平成18年2月20日 奥州市        | 奥州市   |
| 若柳村          | 若柳村          | 若柳村          | 若柳村                                  | 若柳村                                  | 若柳村                     | 若柳村                       | 若柳村                      | 若柳村                         | 昭和30年4月1日 胆沢村   | 昭和42年4月1日 町制 胆沢町 | 平成18年2月20日 奥州市        | 奥州市   |
| 上衣川村        | 上衣川村        | 上衣川村        | 上衣川村                                | 上衣川村                                | 衣川村                     | 衣川村                       | 衣川村                      | 衣川村                         | 衣川村                  | 衣川村                     | 平成18年2月20日 奥州市        | 奥州市   |
| 下衣川村        | 下衣川村        | 下衣川村        | 下衣川村                                | 下衣川村                                | 衣川村                     | 衣川村                       | 衣川村                      | 衣川村                         | 衣川村                  | 衣川村                     | 平成18年2月20日 奥州市        | 奥州市   |
| 永徳寺村        | 永徳寺村        | 永栄村          | 永栄村                                  | 永栄村                                  | 永岡村                     | 永岡村                       | 永岡村                      | 永岡村                         | 昭和30年3月1日 金ヶ崎町 | 金ヶ崎町                   | 平成19年10月1日 改称 金ケ崎町 | 金ケ崎町 |
| 百岡村          |                 | 永栄村          | 永栄村                                  | 永栄村                                  | 永岡村                     | 永岡村                       | 永岡村                      | 永岡村                         | 昭和30年3月1日 金ヶ崎町 | 金ヶ崎町                   | 平成19年10月1日 改称 金ケ崎町 | 金ケ崎町 |
| 永沢村          | 永沢村          | 永沢村          | 永沢村                                  | 永沢村                                  | 永岡村                     | 永岡村                       | 永岡村                      | 永岡村                         | 昭和30年3月1日 金ヶ崎町 | 金ヶ崎町                   | 平成19年10月1日 改称 金ケ崎町 | 金ケ崎町 |
| 西根村          | 西根村          | 西根村          | 西根村                                  | 西根村                                  | 金ヶ崎村                   | 大正14年9月1日 町制 金ヶ崎町 | 金ヶ崎町                    | 金ヶ崎町                       | 昭和30年3月1日 金ヶ崎町 | 金ヶ崎町                   | 平成19年10月1日 改称 金ケ崎町 | 金ケ崎町 |
| 三ヶ尻村        | 三ヶ尻村        | 三ヶ尻村        | 三ヶ尻村                                | 三ヶ尻村                                | 金ヶ崎村                   | 大正14年9月1日 町制 金ヶ崎町 | 金ヶ崎町                    | 金ヶ崎町                       | 昭和30年3月1日 金ヶ崎町 | 金ヶ崎町                   | 平成19年10月1日 改称 金ケ崎町 | 金ケ崎町 |
| 相去村          | 一部            | 相去村          | 明治11年11月26日 和賀郡相去村           | 明治12年1月4日 東和賀郡相去村           | 東和賀郡 相去村            | 明治29年3月29日 胆沢郡に復帰 | 昭和29年4月1日 北上市の一部 | 昭和29年10月1日 金ヶ崎町に編入 | 昭和30年3月1日 金ヶ崎町 | 金ヶ崎町                   | 平成19年10月1日 改称 金ケ崎町 | 金ケ崎町 |
| 相去村          | 一部 を除く     | 相去村          | 明治11年11月26日 和賀郡相去村           | 明治12年1月4日 東和賀郡相去村           | 東和賀郡 相去村            | 明治29年3月29日 胆沢郡に復帰 | 昭和29年4月1日 北上市の一部 | 北上市                         | 北上市                  | 北上市                     | 平成3年4月1日 北上市の一部    | 北上市   |

## 行政
胆沢・江刺郡長
| 代 | 氏名     | 就任年月日                 | 退任年月日                 | 備考                |
| -- | -------- | -------------------------- | -------------------------- | ------------------- |
| 1  | 出納貞武 | 明治12年（1879年）1月28日  | 明治13年（1880年）8月21日  |                     |
| 2  | 直江兼重 | 明治13年（1880年）10月23日 | 明治14年（1881年）10月6日  |                     |
| 3  | 板垣四郎 | 明治14年（1881年）10月7日  | 明治18年（1885年）12月26日 |                     |
| 4  | 下田栄光 | 明治19年（1886年）8月25日  | 明治27年（1894年）3月21日  |                     |
| 5  | 鈴木愿治 | 明治27年（1894年）3月22日  | 明治30年（1897年）3月31日  | 廃官 胆沢郡長へ転任 |

胆沢郡長
| 代 | 氏名       | 就任年月日                | 退任年月日                | 備考                   |
| -- | ---------- | ------------------------- | ------------------------- | ---------------------- |
| 1  | 鈴木愿治   | 明治30年（1897年）4月1日  | 明治35年（1902年）4月22日 | 胆沢・江刺郡長より転任 |
| 2  | 長谷川四郎 | 明治35年（1902年）4月22日 | 明治36年（1903年）7月7日  |                        |
| 3  | 尾形亀寿   | 明治36年（1903年）7月7日  |                           |                        |
| 4  | 勝俣元長   |                           |                           |                        |
| 5  | 佐土原親則 |                           |                           |                        |
| 6  | 鹿野宏     |                           |                           |                        |
| 7  | 木村友次郎 |                           |                           |                        |
| 8  | 亀山忠之助 |                           |                           |                        |
| 9  | 山田彦四郎 |                           | 大正15年（1926年）6月30日 | 郡制廃止により、廃官   |